# Loxosoma incertae sedis lanchesteri
Loxosoma incertae sedis lanchesteri is een soort in de taxonomische indeling van de kelkwormen (Entoprocta). 
De worm behoort tot het geslacht Loxosoma incertae sedis en behoort tot de familie Loxosomatidae. De wetenschappelijke naam van de soort werd voor het eerst geldig gepubliceerd in 1915 door Harmer.